# A Dandy in Aspic
A Dandy in Aspic is een Britse thriller uit 1968 onder regie van Anthony Mann.

## Verhaal
Eberlin werkt als agent voor de Britse geheime dienst. Niemand weet dat hij spioneert voor de Sovjets onder de codenaam Krasnevin. De agenten van de dienst krijgen een speciale missie. Ze moeten Krasnevin uitschakelen.

## Rolverdeling
| Acteur            | Personage       |
| ----------------- | --------------- |
| Laurence Harvey   | Eberlin         |
| Tom Courtenay     | Gatiss          |
| Mia Farrow        | Caroline        |
| Harry Andrews     | Fraser          |
| Peter Cook        | Prentiss        |
| Lionel Stander    | Sobakevich      |
| Per Oscarsson     | Pavel           |
| Barbara Murray    | Juffrouw Vogler |
| John Bird         | Henderson       |
| Norman Bird       | Copperfield     |
| Geoffrey Bayldon  | Lake            |
| Calvin Lockhart   | Brogue          |
| James Cossins     | Heston-Stevas   |
| Michael Trubshawe | Flowers         |
| Lockwood West     | Quince          |